# أفعى نافخة
الأَرْبَد أو العِرْبِد أو الأَفْعُوان أو الأفعى النافخة (باللاتينية: Bitis arietans) نوع من الثعابين يتواجد في النصف الجنوبي من أفريقيا إضافة إلى وسط المغرب واليمن وجنوب غرب السعودية وصولاً إلى المناطق الجبلية في أقصى شمال الطائف.

## الوصف
هي أفعى سمينة ذات أنياب طويلة، يصل طول جسمها إلى حوالي 150 سم. وهي تخرج ليلاً، بطيئة الحركة وتصدر صوت هسهسة عند الإثارة ولدغتها سريعة وخطيرة.